# Задача Наполеона
Задача Наполеона — знаменитая задача построения с помощью циркуля. В этой задаче дана окружность и её центр. Задача состоит в делении окружности на четыре равных дуги с помощью только циркуля. Наполеон был известным любителем математики, но неизвестно, он ли придумал или решил эту задачу. Друг Наполеона итальянский математик Лоренцо Маскерони придумал при геометрических построениях ограничение на использование только циркуля (не использовать линейку). Но, фактически, задача выше является более простой, чем истинная задача Наполеона, состоящая в нахождении центра окружности с помощью только циркуля. Ниже приведено решение обеих задач и даны доказательства.
Книга Георга Мора 1672 года «Euclides Danicus» предвосхитила идею Маскерони, но была обнаружена лишь в 1928.

## Нахождение центра заданной окружности

### Построение
Пусть задана окружность C, центр которой следует найти. Возьмём любую точку A на C.
Окружность C1 с центром в A (любого радиуса, см. ниже замечание) пересекает C в точках B и B' .
Две окружности C2 с центрами в B и B'  и радиусами AB пересекаются в точке C.
Окружность C3 с центром в точке C и радиуса AC пересекает C1 в точках D и D' .
Две окружности C4 с центрами в точках D и D'  и одним и тем же радиусом AD пересекаются в точках A и O, искомом центре окружности C.
Замечание: Чтобы построение сработало, радиус окружности C1 не должен быть ни слишком маленьким, ни слишком большим. Точнее, этот радиус должен быть где-то между половиной радиуса окружности C и её диаметром. Если радиус больше диаметра C, C1 не пересечётся с C. Если радиус C1 меньше половины радиуса окружности C, точка C окажется между A и O и C3 не пересечётся с C.

### Доказательство
Идея построения заключается в нахождении длины b²/a с помощью одного циркуля, когда длины a и b известны и при этом a/2 ≤ b ≤ 2a.
На рисунке справа нарисована окружность радиуса a с центром в точке O. На ней выбрана точка A и построены точки B и B' , находящиеся на расстоянии b от A. Точка A'  лежит напротив A, но её строить не нужно (здесь потребовалась бы линейка). Подобным же образом обозначим (воображаемую) точку H на пересечении AA'  и BB' . Точку C можно найти из B и B' , если нарисовать окружности радиуса b.
Треугольник ABA'  имеет прямой угол в точке B и отрезок BH перпендикулярен AA' , так что:
{\displaystyle {\frac {AH}{AB}}={\frac {AB}{AA'}}}
Откуда получаем {\displaystyle AH={\frac {b^{2}}{2a}}} и {\displaystyle AC=b^{2}/a}.
В построении выше такая конфигурация возникает дважды:
- Точки A, B и B'  лежат на окружности C с радиусом a
1 = r ; AB, AB' , BC и B’C равны b
1 = R, так что {\displaystyle AC={\frac {R^{2}}{r}}};
- точки A, D и D'  лежат на окружности с центром в точке C и радиусом {\displaystyle a_{2}={\frac {R^{2}}{r}}} ; DA, D’A, DO и D’O равны b
2 = R, так что {\displaystyle AO={\frac {R^{2}}{R^{2}/r}}=r}.

Таким образом, O является центром окружности C.

## Деление заданной окружности на четыре равных дуги
Нарисуем дугу с центром в любой точке X на окружности C, проходящую через центр O, которая пересекает C в точках V и Y. Сделаем то же самое с точкой Y, получим пересечения окружности C в точках X и Z. Заметим, что отрезки OV, OX, OY, OZ, VX, XY и YZ имеют одну и ту же длину, равную радиусу окружности C.
Теперь нарисуем дугу с центром в V, которая проходит через Y и дугу с центром в Z, которая проходит через X, отметим буквой T точку пересечения этих дуг. Заметим, что расстояния VY и XZ равны {\displaystyle {\sqrt {3}}} от радиуса окружности C.
Нарисуем дугу с радиусом, равным OT ({\displaystyle {\sqrt {2}}} радиуса окружности C) и центром в точке Z, она пересечёт окружность C в точках U и W. UVWZ является квадратом, а потому дуги окружности C UV, VW, WZ и ZU равны друг другу и являются четвертинками окружности C.